# Еліас Черіковер
Еліас Черіковер (Еліаху Черікоуер, Еліас Черікоуер, І.М. Черіковер) (1881 – 1943 роки) - історик юдаїзму та єврейського народу єврейського походження.

## Біографія

### Ранні роки
Народився і виріс у місті Полтава (Україна). Батько Черіковера був піонером руху "Ховевей Сіон" .
Навчався у гімназії в Одесі, а потім вступив до університету в Санкт-Петербурзі.
Участь у російському революційному русі призвела до арешту на меншовицькій нараді під час революції 1905 року  Провів рік у в'язниці.:260.
Опублікував свою першу статтю у 1905 році на сторінках російськомовного сіоністського журналу "Єврейське життя"  :41.
Протягом наступних десяти років писав переважно російською мовою. Після 1915 року більша частина його робіт була створена на ідиш .
Черіковер сприяв появі російською мовою біографій і ряду інших статей Єврейської енциклопедії. Брав активну участь у Товаристві сприяння культурі серед євреїв Російської Імперії, освітньому та громадському об'єднанні, заснованому в 1863 році. Редагував журнал товариства і створив його історію, яка з'явилася у 1913 році. ("Історія товариства для поширення просвіти між євреями у Російській Імперії").

### Під час Першої світової війни та жовтневого перевороту
Під час Першої світової війни Черіковер мешкав у США. Прибув до Нью-Йорка влітку 1915 року. В цей час спілкувався з соціалістичним сіоністським лідером та лінгвістом їдишу Бер Борочовим, який був другом дитинства. Під впливом Борочова почав писати на ідиш для соціалістичних та націоналістично орієнтованих журналів :261.
Повернувся до Російської Імперії після початку революції 1917 року.
Наприкінці 1918 року переїхав до Києва, в нову незалежну державу - УНР. За часів Української Народної Республіки етнічні меншини, включаючи євреїв, отримали певний рівень культурної та політичної автономії . Черіковер брав активну участь у Folks-Verlag (Народна преса), одному з кількох видавництв на ідиш, що діяли в Києві в той час.
Навесні 1919 року хвиля антиєврейського насильства поширилася на Україну і Черікоуер звернув свою увагу на збір документації про події в єврейських громадах, очоливши "Редакційну колегію збору та дослідження матеріалів, що стосуються погромів в Україні". Серед його співробітників були Нохем Штіф, Яків Лещинський, Яків Зеєв Вольф Лацкі Бертольді та Нохем Гергель.

### Життя у Європі
Коли у 1921 році більшовики окупували Україну, Черікоуер разом з іншими активістами їдишу Києва втекли з міста. Взявши з собою архів, поїхав до Берліна.
У серпні 1925 року на конференції, що відбулася в Берліні, Черікоуер разом із Максом Вайнрайхом та Нохемом Штіфом став співзасновників єврейського науково-дослідного інституту YIVO, присвяченого східноєвропейській історії та культурі євреїв Черікоуер став керівником Історичної секції нового інституту (одного з чотирьох дослідницьких підрозділів), яка провела своє установче засідання 31 жовтня 1925 року в квартирі Дубнова в Берліні..
У 1926 - 1927 роках Черікоуер зіграв ключову роль у підготовці захисту Шолома Шварцбарда, якого судили в Парижі за вбивство українського лідера Симона Петлюри і який нібито мстився за роль Петлюри у здійснених погромах українськими формуваннями у 1919 році, під час Російської громадянської війни.:179
Також Черіковер став відомим завдяки дослідженням Протоколів Сіонських старійшин у контексті Бернського процесу 1933–1935 років . Він очолював групу істориків, що включала Володимира Бурцева та Сергія Сватікова, які збирали докази та давали свідчення обвинувачення щодо підробку Протоколів..
Черікоуер продовжував очолювати Історичну секцію YIVO до 1939 року .

### Під час Другої Світової війни
З 1939 року Черіковер жив у Франції. Став співредактором журналу Oyfn sheydveg (На перехресті) 
Коли в червні 1940 року німецькі війська вторглися у Францію, Черікоуер з родиною втік з паризької квартири та вирушили на південь країни. Їм вдалося отримати візи за допомогою американського відділення YIVO, і емігрувати до США у вересні 1940 року, оселившись у Нью-Йорку. 
Після прибуття до Нью-Йорка працював секретарем з питань досліджень у новій штаб-квартирі YIVO.
Помер у Нью-Йорку у 1943 році.

## Особисте життя
Дружина - Ребекка (Ріва) Черікоуер (уроджена Теплицька) (1884–1963), одружилися близько 1910 року.

## Праці

### Англійською
- «Єврейський мартиролог та єврейська історіографія». Щорічник їво з єврейських соціальних наук, вип. 1, 1946 рік, с. 9–23

### Ідиш
- Антисемітизм та погроми в Україні у 1917–1918 роках. Берлін: Yidisher literarisher farlag, 1923
- Українські погроми 1919 року. Нью-Йорк: YIVO, 1965

## Дивитися також
- Бернський судовий процес
- Протоколи Сіона

## Зовнішні посилання
- Погроми в Україні в 1919 р. [Архівовано 29 березня 2021 у Wayback Machine.] (Березень 2002 р.). Частковий англійський переклад тексту Черіковера з вступним зауваженням Гері Наксшен. Вебсайт Бердичівського відродження
- Архів Еліаса Черіковера (1903–1963) [Архівовано 15 серпня 2018 у Wayback Machine.] при Центрі єврейської історії / YIVO
- Запис про енциклопедію YIVO про Теріривер [Архівовано 3 березня 2021 у Wayback Machine.]